# Sufentanil
Le sufentanil est un opioïde liposoluble de synthèse utilisé en anesthésie et dans les services de réanimation à des fins d'antalgique. Sur le plan structurel il diffère du fentanyl par l'ajout d'un groupe méthoxyméthyle sur l'anneau pipéridine (ce qui augmente sa puissance mais réduit sa durée d'action) et le remplacement de l'anneau phényle par un thiophène. Le sufentanil a été synthétisé pour la première fois chez Janssen Pharmaceutica en 1974.

## Usages en médecine
- Pour l'anesthésie générale:

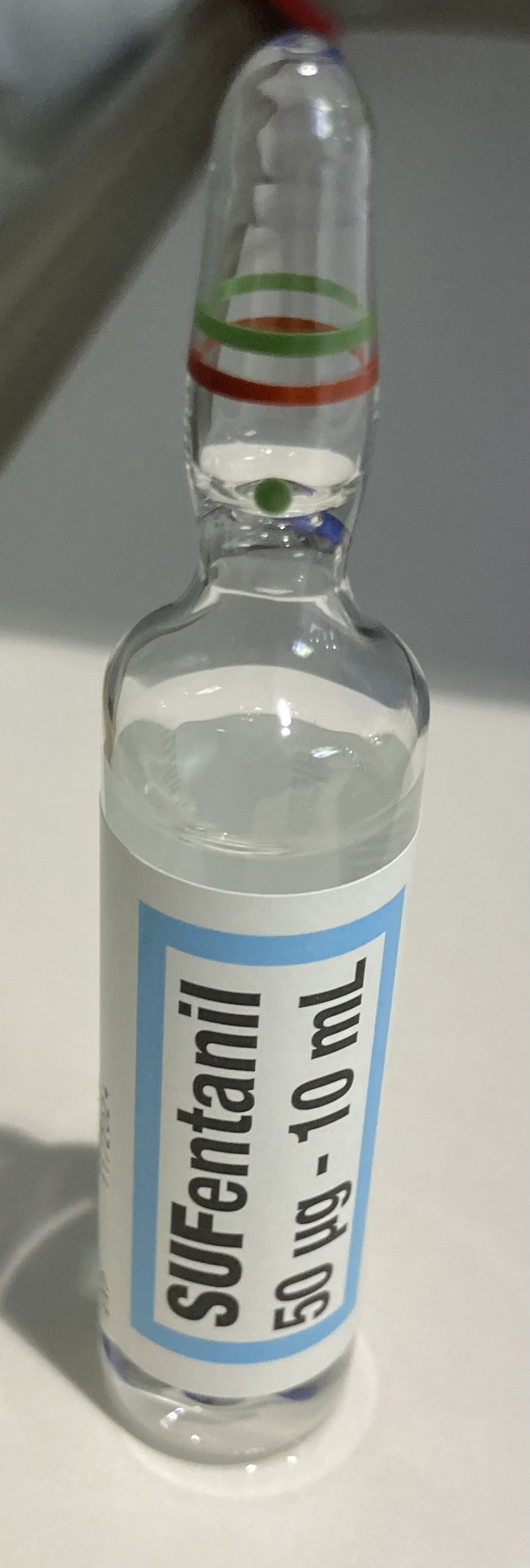
Ampoule de sufentanil utilisée en anesthésie

Il est utilisé par les anesthésistes en France quotidiennement pour la majorité des interventions sous anesthésie générale à des fins d'analgésie per opératoire. Une induction anesthésique requiert de l'ordre de 0,2µg/kg de sufentanil, et les patients reçoivent de l'ordre de 10 à 50µg de sufentanil par intervention en moyenne.
- Pour l'anesthésie locorégionale:

Il peut être administré par voie péridurale ou inthrathécale (rachianesthésie) afin d'améliorer la qualité du bloc anesthésique et pour en prolonger les effets. Un grand nombre des maternités de France utilisent le sufentanil en adjonction à la ropivacaïne dans le mélange anesthésique (0,25 à 0,5µg/mL) administré par voie péridurale lors du travail obstétrical.
- Pour l'analgésie en réanimation:

Il est utilisé pour l'analgésie des patients sous ventilation mécanique, seul ou en adjonction au midazolam ou propofol, à une dose de l'ordre de 5 à 25µg/h IVSE (intraveineux à la seringue électrique).
- Pour l'analgésie post opératoire:

Bien qu'assez rarement employé de cette façon, la morphine lui étant souvent préféré, le sufentanil peut s'employer en titration intraveineuse pour soulager une douleur aiguë post opératoire, ou sous forme de PCA.

## Pharmacocinétique et pharmacodynamique[5]
Le sufentanil agit comme un agoniste des récepteurs µ aux opioïdes et opiacés. Il s'agit d'un analgésique morphinomimétique très puissant, 10 fois plus puissant que le fentanyl, et 1000 fois plus puissant que la morphine chez l'homme.
En termes d'équivalences : 1mg de morphine = 1 µg de sufentanil =10 µg de fentanyl = 0,5mg d'oxycodone ou de nalbuphine.
Le sufentanil est le plus souvent administré par voie intraveineuse, il possède cependant une excellent biodisponibilité par voie sous cutanée (99%), bonne par voie intranasale (70%) pour un usage pédiatrique et sublinguale (60%)(e.g. Zalviso®).
Le pic d'efficacité est atteint entre 2 et 6 minutes après l'administration selon la voie utilisée.
Le sufentanil est éliminé principalement par métabolisation. Le foie et l'intestin grêle sont les principaux sites de biotransformation. Au niveau hépatique, la métabolisation se fait principalement par le cytochrome P450 3A4.
Environ 80 % de la dose administrée est éliminée dans les 24 heures suivant l'administration, et les effets analgésiques ressentis dépassent rarement les 2h après l'administration.
Parce que le sufentanil est principalement métabolisé par le CYP450 3A4, les inhibiteurs enzymatiques de ce cytochrome(Jus de pamplemousse, amiodarone, cimétidine, erythromycine, fluconazole, réglisse, vérapamil...) sont à risque de majorer les effets indésirables du sufentanil et sa demi vie, et les inducteurs enzymatiques (carbamazépine, dexaméthasone, millepertuis, rifampicine...) vont accélérer son élimination.

## Effets indésirables[5]
Ce sont les effets habituellement rencontrés pour les opioïdes:
Myosis, euphorie, bradycardie, dépression respiratoire (bradypnée, apnée), trouble de conscience, coma, constipation, rétention d'urines, prurit, nausée et vomissements, risque de mésusage et de dépendance.
Le sufentanil fait partie des médicaments à faible risque de syndrome sérotoninergique lorsqu'il est associé à d'autres traitements comme les IMAO (e.g. Linézolide, bleu de méthylène, Sélégiline...) ou ISRS (e.g. fluoxétine) ou IRSNa (e.g. venlafaxine).

## Antidote
Tous les effets du sufentanil sont immédiatement et complètement antagonisables par l'utilisation de naloxone(Narcan®).